# Новый Вендорож
Новый Ве́ндорож (бел. Новы Вендараж) — деревня в составе Вендорожского сельсовета Могилёвского района Могилёвской области Белоруссии. По переписи населения 2009 года в Новом Вендороже проживало 173 человека.

## География
Деревня расположена в 27 км к юго-западу от Могилёва, в 6 км от железнодорожной станции Вендриж. К населённому пункту примыкает лес. Рельеф местности равнинный.

## История
Новый Вендорож основан переселенцами с окрестных деревень в начале 20-х годов XX века.
С 20 августа 1924 года по 26 июля 1930 года деревня относилась к Вендорожскому сельсовету Могилёвского района Могилёвского округа, а с 20 февраля 1938 года — в составе того же сельсовета и района Могилёвской области БССР.
Во время Великой Отечественной войны с июля 1941 года по 27 июня 1944 года населённый пункт был оккупирован немецкими войсками.
В 1990 году деревня находилась в составе совхоза «Вендорож». Работала ферма крупного рогатого скота, имелся магазин.

## Население
- 1926 — 10 дворов, 55 человек[2];
- 1990 — 31 хозяйство, 86 человек[2];
- 2007 — 52 хозяйства, 167 человек[2];
- 2009 — 173 человека.